# Dracophyllum uniflorum
Dracophyllum uniflorum là một loài thực vật có hoa trong họ Thạch nam. Loài này được Hook.f. mô tả khoa học đầu tiên năm 1877.